# Goudglanzende schallebijter
De goudglanzende schallebijter of goudglanzende loopkever (Carabus auronitens) is een kever uit de familie van de loopkevers (Carabidae). De wetenschappelijke naam van de soort werd in 1792 gepubliceerd door Johann Christian Fabricius.

## Kenmerken
De goudglanzende schallebijter wordt 18 tot 31 millimeter lang. De goud-rood-groene dekschilden zijn korrelig en dragen in de lengte elk 3 ribben. De ribben en randen zijn zwart, een goed kenmerk ter onderscheid met de gouden schallebijter (Carabus auratus). De dijen zijn rood, en soms het begin van de schenen ook; de uiteinden van de schenen en de tarsen zijn zwart. De antennes zijn zwart, behalve het eerste segment, dat eveneens rood is.
De goudglanzende schallebijter kan verder onderscheiden worden van de gouden schallebijter door de kleur van antennes: bij de goudglanzende schallebijter is alleen het eerste lid rood, bij de gouden schallebijter zijn de eerste 4 leden van de antennes rood. Bij de gouden schallebijter is bovendien de achterrand van de dekschilden ingesneden, en bij de goudglanzende schallebijter niet.

## Voedsel en verspreiding
De goudglanzende schallebijter is voornamelijk een jager die prooien aankan groter dan de eigen lengte, zoals slakken, insectenlarven en regenwormen, maar ook aas wordt gegeten.
De kever komt voor in Centraal Europa, Oost-Europa en West-Europa, ook in Nederland en België. In Vlaanderen komt de soort talrijk voor in het Zoniënwoud, maar niet in het Meerdaalbos en de bossen van Voeren. Verder zijn er nog enkele kleinere vindplaatsen. Op de Vlaamse Rode Lijst (loopkevers) wordt hij aangemerkt als zeldzaam. In Wallonië komt hij nog op veel plaatsen voor. De goudglanzende schallebijter leeft vooral in grote, oude loofbossen.